# Campeonato Europeo de Rugby League 1948/49
El Campeonato Europeo de Rugby League de 1948/49 fue la novena edición del principal torneo europeo de Rugby League.

## Equipos
- Francia
- Gales
- Inglaterra

## Posiciones
| Equipo     | Encuentros | Encuentros | Encuentros | Encuentros | Tantos  | Tantos    | Tantos     | Puntos |
| Equipo     | jugados    | ganados    | empatados  | perdidos   | a favor | en contra | diferencia | Puntos |
| ---------- | ---------- | ---------- | ---------- | ---------- | ------- | --------- | ---------- | ------ |
| Francia    | 4          | 3          | 0          | 1          | 40      | 26        | +14        | 6      |
| Inglaterra | 4          | 2          | 0          | 2          | 38      | 36        | +2         | 4      |
| Gales      | 4          | 1          | 0          | 3          | 28      | 44        | -16        | 2      |

Nota: Se otorgan 2 puntos al equipo que gane un partido, 1 al que empate y 0 al que pierda.
|  | Campeón |

## Resultados
| 22 de septiembre de 1948 | Inglaterra | 11 - 5 | Gales |  |  |

| 23 de octubre de 1948 | Gales | 9 - 12 | Francia |  |  |

| 28 de noviembre de 1948 | Francia | 5 - 12 | Inglaterra |  |  |

| 5 de febrero de 1949 | Gales | 14 - 10 | Inglaterra |  |  |

| 12 de marzo de 1949 | Inglaterra | 5 - 12 | Francia |  |  |

| 10 de abril de 1949 | Francia | 11 - 0 | Gales |  |  |

| Bandera de Francia |
| Campeón Francia    |
| Segundo título     |